# Citelles
Le Citelles est une rivière française arrosant le département de la Drôme. C'est un affluent du Jabron.

## Géographie
La longueur de son cours d'eau est de 14,1 km.

## Communes traversées
La Citelle traverse sept communes de la Drôme :
- Espeluche, La Touche, Montboucher-sur-Jabron, Montjoyer, Rochefort-en-Valdaine, Allan, Portes-en-Valdaine.

## Affluents
Le Citelle a deux affluents :
- Ruisseau des Egasiers
- Ruisseau Merdary